# Napoleón Cabrera
Napoléon Cabrera fue un editorialista, musicólogo y crítico musical argentino que nació en 1917 y falleció en Buenos Aires el 16 de agosto de 2009.
Fue crítico musical en el diario Crítica desde 1942 y jefe de redacción del mismo en 1963. Fue editorialista de La Época entre 1958-67. 
Crítico oficial de música clásica y ballet del diario Clarín desde 1963 hasta su retiro, se desempeñó también como asesor de la Secretaria de Cultura de Buenos Aires.
Fundó la cátedra de Arte Actual en el Instituto Argentino de Cultura Hispánica.
Autor de ensayos, crónicas y libros como Nuevas propuestas sonoras, editado por Ricordi con trabajos de Rodolfo Arizaga, Pompeyo Camps y otros autores.
En 1958 escribió La Ópera publicado por Emecé Editores.
Fue premiado con el Premio Konex.
Estaba casado con la organista Adelma Gómez (1934-2011), con quien participaba activamente en el Ciclo de Conciertos de órgano en los barrios.